# Gerardo Romero
Gerardo Romero (1906. – ?), paraguayi válogatott labdarúgó.
A paraguayi válogatott tagjaként részt vett az 1930-as világbajnokságon.

## Külső hivatkozások
- Gerardo Romero a FIFA.com honlapján Archiválva 2015. február 5-i dátummal a Wayback Machine-ben